# رتبة العصويات
رتبة العصويات هي رتبة من البكتيريا موجبة غرام تقع ضمن متينات الجدار. وتشمل الأجناس الممثلة العصوية واللستيريا والمكورة العنقودية.